# Michel Tilkin
Michel Tilkin is een Belgisch dirigent en trombonist uit Limburg.

## Levensloop
Michel speelde trombone bij het Philharmonisch Orkest van Rotterdam, en begon hier zijn samenwerkingen met grote dirigenten. Zo kon hij in de jaren negentig assisteren voor Kurt Masur, Zubin Mehta en Neville Marriner.
Na deze samenwerkingen besluit hij zijn carrière als orkestmuzikant op te geven om zich volledig toe te kunnen leggen op orkestdirectie. Het werk dat hij samen met het jeugdorkest Jeunesses Musicales neerzet brengt hem op de radar van dirigenten als Juri Teirkanov, Yakov Kreisberg, Armin Jordan, Jeffrey Tate en Philippe Herreweghe waarmee hij ook artistieke samenwerkingen opzet.
Hij werkte nauw samen met  het Nationaal Orkest van België, deFilharmonie, het Vlaams Omroeporkest en het Symfonieorkest van Vlaanderen. Hierna werkte hij ook samen met de Koninklijke Muntschouwburg voor een studioproductie.
Tilkin dirigeerde bij het Bangkok Symphony Orchestra, het Gelders Orkest uit Arnhem en het Limburgs Symphonie Orkest, maar bouwde vooral een stevige reputatie op in Duitsland waar hij onder andere dirigeerde bij de Nürnberger Symphoniker, de Philharmonie Südwestfalen en het Philharmonisch Orkest van Vorpommern.
Vanaf het seizoen 2013/2014 kreeg hij de post van chef-dirigent in de Thuringen Philharmonie Gotha, hij volgt hier Stefanos Tsialis op.
Regelmatig is hij gastdirigent in verscheidene Belgische- en Nederlandse orkesten. Hij is docent Klassieke Muziek aan de Hogeschool Gent, het Leuvense Lemmensinstituut en maakt daarnaast ook deel uit van het artistieke leiderschap van het Leuvense Jeugdorkest Frascati Symphonic.

## Opnamen
Hij werkte mee aan talrijke radio en cd-opnamen. In 2001 nam hij op het label Channel Classics de pianoconcerto's van Dvorák en Schumann op, in 2002 volgde -samen met het Vlaams Radio Orkest- Erotokritos & Areti van Yannis Markopoulos. Voor Klara nam hij samen met de Brussels Philharmonic Franz Schuberts Unvollendete op.

## Onderscheidingen
- 2014 Markante Tongenaar